# Spelaeornis caudatus
Spelaeornis caudatus là một loài chim trong họ Timaliidae.